# Caloptilia ecphanes
Caloptilia ecphanes là một loài bướm đêm thuộc họ Gracillariidae. Nó được tìm thấy ở New South Wales.